# 窄小华溪蟹
窄小华溪蟹（学名：Sinopotamon decrescentum）为溪蟹科华溪蟹属的动物。在中国大陆，分布于湖北等地，常栖息于海拔400 米左右的山区溪流石块下。